# Rožnati pelikan
Róžnati pelikán (tudi ~ pélikan) (znanstveno ime Pelecanus onocrotalus) je velik ptič iz družine pelikanov (Pelecanidae), ki je znan po svoji golši pod kljunom.
Uporablja jo kot »mrežo« pri lovljenju rib, s katerimi se prehranjuje. Čez krila meri do 250 cm. Naseljuje področja Afrike, osrednjo in južno Azijo ter tudi južna območja Evrope.